# Las guerras venideras
«Las guerras venideras» es el primer episodio de la quinta temporada de la serie de televisión de fantasía medieval Game of Thrones. El episodio fue escrito por los cocreadores de la serie, David Benioff y D. B. Weiss y fue dirigido por Michael Slovis. Fue emitido mundialmente el 12 de abril de 2015. La introducción del episodio muestra un pequeño flash-back, donde se ve a Cersei en su etapa infantil preguntando a una bruja acerca de su futuro. Siendo esta la primera vez que la serie utiliza el flash-back. Horas antes del estreno del episodio, los primeros cuatro episodios de la quinta temporada fueron filtrados en internet, siendo descargados ilegalmente aproximadamente 100 000 veces en tan solo tres horas. El episodio fue visto por 7,99 millones de personas en su estreno en Estados Unidos.

## Argumento

### En el pasado
Una joven Cersei Lannister  y una amiga caminan por el bosque hasta encontrar una choza, donde encuentran a Maggy, a quien conocían por ser bruja y adivina. Cersei la obliga a revelarle su futuro, Maggy al probar la sangre le revela que no se casará con un príncipe, sino con el rey y así mismo le dice que ella tendrá tres hijos y el rey veinte. Termina diciendo que sus hijos vestirán coronas de oro y morirán con mortajas de oro y que otra reina más joven y bella que Cersei le quitará su lugar.

### En Desembarco del Rey
En el presente, Cersei se presenta a mostrar su respeto frente al cuerpo de su padre muerto. Una vez ahí, ella crítica duramente a su hermano Jaime por  liberar a Tyrion y causar indirectamente la muerte de Tywin. En la estela de Tywin, Lancel Lannister, quien se ha convertido en un miembro devoto de los gorriones,  se acerca a Cersei y pide el perdón de Cersei por su relación adúltera, así como por drogar el vino de Robert Baratheon el día que murió, tras negar saber algo sobre el asesinato de su marido, ella se marcha.

### En Pentos
Tyrion logra llegar a Pentos con ayuda de Varys. Varys le confiesa a Tryrion que él y Illyrio Mopatis han trabajado secretamente para lograr colocar a Daenerys Targaryen como la nueva gobernante de Poniente, pero que sus errores al tratar de restaurar la dinastía Targaryen los ha dejado en Pentos, incapaces de regresar a King's Landing. Varys entonces le da dos alternativas a Tyrion: beber vino hasta la muerte en Pentos o viajar con él a Meereen para apoyar a Daenerys, Tyrion termina aceptando ir con él.

### En Meereen
Varios inmaculados logran derribar la gran arpía localizada en lo alto de la gran pirámide de Meereen. Más tarde, uno de los inmaculados es asesinado en un burdel por un miembro de los Hijos de la Arpía, un grupo de resistencia que opera en Meereen. Entonces Daenerys le ordena a Gusano Gris (Jacob Anderson) encontrar al responsable y enterrar al soldado caído en el templo de las gracias. 
Hizdahr zo Loraq regresa a Meereen para informarles que la misión en Yunkai ha sido exitosa. Dado que los maestros han decidido otorgarle el poder a un consejo de antiguos esclavos, sin embargo han pedido a su vez reabrir la arena de combates, lugar donde los esclavos pelean hasta la muerte. En un principio, Daenerys se niega, sin embargo, más tarde Daario Naharis la convence a reconsiderarlo. Ya que él debido a esas peleas adquirió sus habilidades necesarias para unirse a los segundos hijos, donde conoció a Danaerys. 
Daenerys intenta visitar a sus dos dragones Viserion and Rhaegal, al lugar donde los encerró con el fin de evitar más asesinatos. Al momento de acercarse, ellos intentan atacarla, forzándola a salir apresurada del lugar. 

### En el Valle
Lord Petyr Baelish y Sansa Stark miran a Lord Robyn Arryn entrenar sus habilidades. Mientras lo ven, Sansa ve cómo Petyr recibe un mensaje el cual esconde rápidamente después de verlo. Lord Yohn Royce acepta entrenar a Robyn para mejorar su esgrima a pesar de no estar muy convencido de tales habilidades. A pesar de que comentó a Lord Royce su viaje a The Fingers, Baelish y Sansa toman una ruta alternativa por el oeste, Baelish le explica a Sansa que la llevará a un lugar donde los Lannisters jamás podrán encontrarla. 
Podrick Payne comienza a planear su próximo movimiento junto con Brienne, pero Brienne le informa que ya no lo quiere a su servicio. Él le recuerda el juramento que hizo de encontrar a las hermanas Stark, pero se mantiene firme y afirma que tras la negación de Arya para tener su protección no existe tal juramento, y justo en ese momento, la caravana de Sansa y Baelish pasa por el lugar.

### En el Muro
Jon Snow ayuda a entrenar a los nuevos reclutas de la guardia nocturna, mientras Samwell Tarly habla con Elí acerca de los principales candidatos para ser el próximo Lord Comandante. Sam teme que Ser Alliser Thorne sea seleccionado, ya que su odio hacia los salvajes podría llevar a la expulsión de Elí. Melisandre avisa a Jon que su presencia es requerida ante el rey Stannis Baratheon. Stannis le pide a Jon convencer a Mance Rayder arrodillarse frente a él, jurarle lealtad y tomar a todos los salvajes como ejército para recuperar Invernalia, la cual está invadida por Roose Bolton y a su vez les daría ciudadanía y tierra a todos los guerreros. Stannis le da dos opciones, convencerlo antes de media noche o morir en la hoguera. Jon rápidamente trata de convencerlo de que se arrodille y se una a Stannis, pero él en todo momento lo niega. Al ser media noche, dos verdugos escoltan a Mance a la hoguera, pero antes, se detienen en frente de Stannis, quien le propone una última vez unírsele. Sin embargo, Mance se niega. Melisandre es la encargada de encender el fuego, Jon se marcha al ver como Mance sufre con las llamas que cada vez son más grandes y decide darle una muerte rápida clavándole una flecha en el corazón.

## Reparto

### Personajes principales
- Peter Dinklage como Tyrion Lannister
- Nikolaj Coster-Waldau como Ser Jaime Lannister
- Lena Headey como la reina regente Cersei Lannister
- Emilia Clarke como la reina Daenerys Targaryen
- Kit Harington como Jon Snow
- Aidan Gillen como Lord Petyr "Littlefinger" Baelish
- Charles Dance como Lord Tywin Lannister
- Natalie Dormer como Lady Margaery Tyrell
- Stephen Dillane como el rey Stannis Baratheon
- Liam Cunningham como Ser Davos Seaworth
- Carice van Houten como Melisandre
- John Bradley-West como Samwell Tarly
- Sophie Turner como Sansa Stark
- Kristofer Hivju como Tormund Giantsbane
- Hannah Murray como Gilly
- Conleth Hill como Varys
- Gwendoline Christie como Brienne de Tarth
- Michiel Huisman como Daario Naharis
- Nathalie Emmanuel como Missandei
- Dean-Charles Chapman como el rey Tommen Baratheon

### Personajes secundarios
- Ciarán Hinds como Mance Rayder
- Owen Teale como Alliser Thorne
- Ian McElhinney como Barristan Selmy
- Julian Glover como Grand Maester Pycelle
- Tara Fitzgerald como Selyse Baratheon
- Roger Ashton-Griffiths como Mace Tyrell
- Jacob Anderson como gusano gris
- Finn Jones como Loras Tyrell
- Daniel Portman como Podrick Payne
- Jodhi May como Maggy
- Dominic Carter como Janos Slynt
- Joel Fry como Hizdahr zo Loraq
- Ben Crompton como Edd Tollett
- Eugene Simon como Lancel Lannister
- Will Tudor como Olyvar
- Rupert Vansittart como Yohn Royce
- Ian Beattie como Meryn Trant
- Ian Gelder como Kevan Lannister
- Brenock O'Connor como Olly
- Kerry Ingram como Shireen Baratheon
- Paul Bentley como el alto septón
- Michael Condron como Bowen Marsh
- Lino Facioli como Robyn Arryn
- Nell Williams como Cersei Lannister (niña)
- Isabella Steinbarth como Melara Hetherspoon

## Producción

### Guion
El episodio muestra contenido de tres novelas de George R. R. Martin. De Tormenta de espadas tomaron parcialmente Samwell IV y Jon IX, de Festín de cuervos tomaron los capítulos Cersei II, Cersei III, Jaime I y Cersei VIII, y de Danza de dragones tomaron Tyrion I, Daenerys I y Jon III.

## Recepción

### Audiencia
El episodio fue visto por 7.99 millones de personas en su estreno original por HBO en Estados Unidos, lo cual significa un incremento del 17% con respecto al episodio pasado (Los niños).  Convirtiéndose en el episodio más visto de la serie hasta el momento.

### Recepción crítica
La recepción crítica del episodio ha recibido en su mayoría críticas positivas. Iván Martínez de FórmulaTV publicó: "Tras meses de espera, por fin 'Game of Thrones' hace su aparición por la puerta grande". Erik Cain de Forbes comentó: "El estreno no pudo haber sido un episodio muy emocionante, pero fue sólido, y eso me da mucha esperanza para donde se dirige esta temporada." Erik Adams de The A.V Club puntuó al episodio con una "B" en una escala de la "A" a la "F". Alex Sepinwall de Hitfix halagó los efectos especiales: "Los efectos especiales del programa se va mejorando año con año, no solo con la escena de la caída de la harpía en la pirámide de Meereen, si no con Stannis de pie en lo alto de la muralla, el cual se mira mucho mejor que escenas de hace un par de años. Zoe Williams de The guardian comentó: "Debo decir que lo que siento por el regreso de juego de tronos es como el perro de internet que miró a su dueño tras dos años de ser misionero[...] pero a pesar de eso, el programa comenzó de una manera lenta. Jeremy Egner de The New York Times dijo: "Bueno, llevabamos una gran carrera pero no podría ser por siempre en algún momento Juego de tronos tenía que dar una pausa para traer un verdadero episodio.